# Genius of Love
"Genius of Love" é uma canção de 1981 do grupo norte-americano Tom Tom Club, lançada no álbum de estreia Tom Tom Club.

## Canção
Uma das mais influentes canções do início dos anos oitenta e com um dos samples mais populares daquela década, "Genius of Love" foi o primeiro sucesso do grupo Tom Tom Club, um projeto musical pararelo ao Talking Heads. Lançada inicialmente no Reino Unido, compactos da canção foram importados para os Estados Unidos, onde seria lançado meses depois. Rapidamente, a canção se tornou uma das mais tocadas nas pistas de dança dos clubes norte-americanos. A versão original da canção tem cinco minutos e trinta e quatro segundos, mas foi lançada também uma versão de sete minutos e vinte quatro segundos.
A canção narra a história do namorado de uma garota que é um perito da funk mutation e que compara ele a James Brown, Bob Marley, Smokey Robinson, Hamilton Bohannon, George Clinton, Bootsy Collins, Sly and Robbie e Kurtis Blow.
Vários astistas (principalmente do hip hop) usaram os samples da canção, como Grandmaster Flash (em "It's Nasty (Genius of Love)"), Mark Morrison (em "Return of The Mack"), Funkdoobiest e Mariah Carey (em seu hit número 1 "Fantasy").
"Genius of Love" também teve uma notável aparição, em versão ao vivo, no documentário Stop Making Sense, da banda Talking Heads.
"Genius of Love" também fez parte da trilha sonora internacional da novela da Band, Sabor de Mel, de 1983.

### Videoclipe
O videoclipe de "Genius of Love", uma animação feita pela dupla Rocky Morton e Annabel Jankel, foi inspirado na capa do disco de estréia do Tom Tom Club e foi um dos primeiros clássicos da MTV dos Estados Unidos.

## Compactos
- Genius of Love / Lorelei (Instrumental) Reino Unido, 1981 (7"/12")[2]
- Genius of Love / Lorelei (Instrumental) Países Baixos, 1981 (7"/12")[2]
- Genius of Love / Lorelei (Instrumental) Alemanha, 1981 (7")[2]
- Genius of Love / Lorelei (Instrumental) Estados Unidos, 1981 (7"/12")[2]

## Paradas musicais
| Parada da Billboard (1982)           | Posição |
| ------------------------------------ | ------- |
| U.S. Billboard Hot 100               | 31      |
| U.S. Billboard Hot R&B/Hip-Hop Songs | 2       |

## Samples
A lista a seguir mostra alguns dos artistas que samplearam "Genius of Love":
- Above the Law - "Dose of the Mega Flex"
- Almighty RSO - "Badd Boyz"
- Ant Banks - "Roll 'em Phat"
- Boogiemonsters - "Bronx Bombas"
- Busta Rhymes com Erykah Badu - "One"
- Cam'Ron com Kenny Greene - "Me, My Moms & Jimmy"
- De La Soul - "Shoomp"
- Dr. Jeckyll & Mr. Hyde - "Genius Rap"
- Dream Warriors - "And Now the Legacy Begins"
- Fresh Kid Ice - "Roll Call"
- Funkdoobiest - "Natural Fun"
- Grandmaster Flash & the Furious Five - "It's Nasty"
- Grandmaster Flash & the Furious Five - "We Will Rock You"
- Mariah Carey - "Fantasy"
- Mark Morrison - Return Of The Mack
- Mellow Man Ace - "Linda"
- P.M. Dawn - "Gotta Be Movin' on Up"
- Redhead Kingpin - "A Shade of Red"
- Redman - "Brick City Mashin'"
- Second II None - "Niggaz Trippin'"
- Threat - "Give it Up"
- Tupac - "High Speed"
- Wascals - "Class Clown"
- X-Clan - "In the Ways of the Scales"
- Yush 2K com Dangerman - "Face N Da Shape"